# Sebastian Elwing
Sebastian Elwing (* 5. März 1980 in Ost-Berlin) ist ein ehemaliger deutscher Eishockeytorwart, der zuletzt bei den Eisbären Berlin unter Vertrag stand.

## Spielerkarriere
Sebastian Elwing begann seine Karriere im Senioreneishockey beim EHC Neue Eisbären Berlin in der Saison 1998/99, die sich für die Oberliga bewarben und wo er 1999/2000 und 2000/01 in der Nordgruppe spielte. In diesem Zeitraum kam er auch zu Einsätzen bei den Eisbären Berlin in der Deutschen Eishockey Liga.
In der U20-Nationalmannschaft kam er bei der Junioren-B-Weltmeisterschaft 1999 zum Einsatz.
Nach dem Ausscheiden der Mannschaften des EHC Neue Eisbären Berlin aus dem Spielbetrieb mit anschließendem Konkurs des Vereins im Sommer 2001 spielte er 2001/02 im DEL-Team der Eisbären und beim Nachfolgeverein Eisbären Juniors Berlin, bevor er während der Saison zum ES Weißwasser in die 2. Bundesliga wechselte.
In Weißwasser blieb er auch nach der Insolvenz der Spielbetriebs GmbH bei der ab 2002/03 am Spielbetrieb teilnehmenden Nachfolgegesellschaft, dem EHC Lausitzer Füchse, auch als diese für die Saison 2003/04 in der Oberliga spielten. Im Sommer 2006 wechselte er innerhalb der 2. Bundesliga zu den aus der DEL abgestiegenen Kassel Huskies, für die er in der Saison 2006/07 zusammen mit Markus Hätinen das Torhütergespann bildete.
In der Saison 2007/08 und in der DEL-Saison 2008/09 war er mit Boris Rousson Torwart bei den Kassel Huskies, wechselte aber noch während der Spielzeit zum EHC München. Im April 2011 schaffte er den Sprung in die Nationalmannschaft, als er in einem Länderspiel gegen Österreich (4:3) zum ersten Mal für Deutschland zwischen den Pfosten stand. Aushilfsweise kam er in der Saison 2011/12 zu zwei Einsätzen bei seinem Heimatverein, den Lausitzer Füchsen, als deren Stammtorwart Jonathan Boutin verletzt ausfiel.
Zur Saison 2012/13 wechselte er zurück in seine Heimatstadt, zu den Eisbären Berlin und spielte bis zum Ende der Saison 2013/14 für seinen Heimatverein. Anschließend musste er seine aktive Karriere aufgrund einer Knieverletzung beenden und tat dies feierlich im Rahmen eines Abschiedsspiels.

## Trainerkarriere

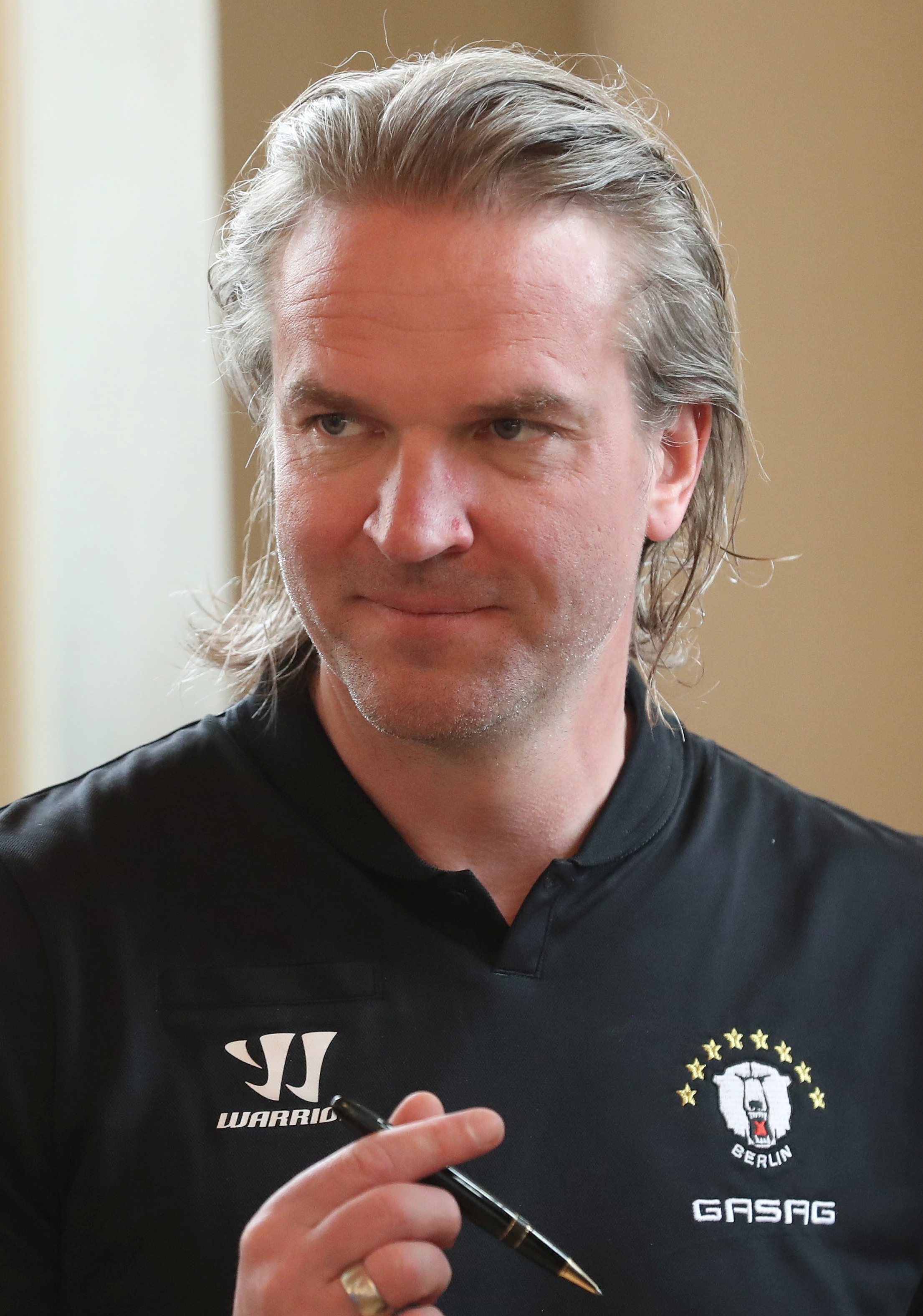
Elwing (2022)

Seit 2015 arbeitet Elwing als Torwarttrainer unter anderem für die Lausitzer Füchse, Dresdner Eislöwen und Eisbären Berlin. Zudem unterstützte er die Lausitzer Füchse zeitweise als Co-Trainer und koordiniert die Zusammenarbeit zwischen den Eisbären und den Füchsen. Des Weiteren unterhält Elwing eine eigene Eishockeytorwart-Schule.